# Федушко Соломія Степанівна
Феду́шко Соломі́я Степа́нівна (нар. 26 березня 1988, Львів) — українська науковиця, кандидат технічних наук, доцент Кафедри соціальних комунікацій та інформаційної діяльності Національного університету «Львівська політехніка».

## Біографія
Соломія Федушко народилася 26 березня 1988 року у Львові. У 2005—2010 роках навчалася на Кафедрі прикладної лінгвістики Національного університету «Львівська політехніка».
У 2010—2013 навчалася в аспірантурі Львівської політехніки на.
З 2011 до 2017 рік — асистентка Кафедри соціальних комунікацій та інформаційної діяльності. З вересня 2014 року по 2016 рік виконувала обов'язки заступниці декана базової вищої освіти Інституту гуманітарних та соціальних наук.
З 2016 року виконує обов'язки заступниці завідувача з наукової роботи Кафедри соціальних комунікацій та інформаційної діяльності.
У 2017 році отримала вчене звання доцента і працює на цій посаді на Кафедрі соціальних комунікацій та інформаційної діяльності дотепер.

## Навчальна діяльність
Дисципліни, які викладає: 
- Науково-дослідна робота
- Основи інформаційних технологій
- Сучасні інформаційні технології у музейній справі
- Комунікативні технології в інформаційному суспільстві
- Технології інформаційного менеджменту
- Офісні комп'ютерні мережі
- Соціальні комунікації в мережі Internet
- Електронна демократія
- Основи електронного урядування
- Інформаційне забезпечення діяльності установи

## Дослідницька діяльність

### Наукові інтереси
- соціальні комунікації у глобальній системі WWW;
- протидія інформаційним війнам;
- інтелектуальний аналіз контенту вебспільнот;
- верифікація персональних даних вебкористувачів.

### Наукові публікації
У науковому доробку Соломії Степанівни понад 200 наукових праць, серед яких є: 3 закордонні англомовні монографії опубліковано у видавництві категорії С за класифікацією SENSE, розділи закордонних монографій, 23 наукові публікації у виданнях, що індексуються у Scopus та Web of Science, публікації у фахових та закордонних журналах та матеріали міжнародних науково-практичних конференцій.
Соломія Федушко у співавторстві авторкою видано навчальний посібник «Соціальні комунікації в мережі Internet». У співавторстві оформила низку свідоцтв про реєстрацію авторського права на твір.

### Наукова робота
| Федушко С. С. в 2015 році захистила дисертацію на здобуття наукового ступеня кандидата технічних наук з спеціальності 10.02.21 — структурна, прикладна та математична лінгвістика. Тема дисертації — «Методи та засоби комп'ютерно-лінгвістичного аналізу достовірності соціально-демографічних характеристик учасників віртуальних спільнот». Федушко С. С. досліджує методи побудови та розвитку віртуальних спільнот, аналіз інформаційного наповнення віртуальних спільнот, методи класифікації учасників соціальних комунікацій та побудови їх соціально-демографічних портретів на основі верифікації соціально-демографічних характеристик. Також керує виконанням бакалаврських кваліфікаційних робіт та дипломних робіт. Широко використовує свої наукові здобутки в організації наукової роботи студентів, керує підготовкою студентських праць до участі в конференціях Львівської політехніки та публікації статей у фахових виданнях та закордонних журналах. Федушко С. С. провадить активну міжнародну наукову співпрацю. З 2011 року Федушко С. — учасник програмних та організаційних комітетів міжнародних конференцій в Україні та за кордоном. Брала участь в організації понад 10-ти вітчизняних та понад 30-ти закордонних міжнародних конференцій, зокрема конференцій, матеріали яких індексуються у наукометричних базах даних Scopus та Web of Science. | Також науковиця є учасницею редколегій монографій видавництва Cambridge Scholars Publishing, яке належить до переліку SENSE країн ОЕСР. Також бере участь у понад 14-ти редакційних колегіях авторитетних закордонних наукових журналів, зокрема матеріали яких індексуються у наукометричних базах даних Scopus та Web of Science. З 2018 року науковець бере активну участь в організації міжнародного воркшопу «Informatics and Data-Driven Medicine» (IDDM), матеріали якого індексуються у наукометричних базах Scopus та DBLP. У 2018 та 2019 роках наукові роботи студентів під керівництвом Федушко С. С. оргкомітети ІІ туру Всеукраїнського конкурсу студентських наукових робіт зі спеціальності «Інформаційна, бібліотечна та архівна справа» серед студентів вищих навчальних закладів України III—IV рівнів акредитації визнав одними з найкращих серед представлених робіт з усієї України. Доцента Федушко С. С. нагородили іменною подякою за чудову підготовку студентки-переможниці. Також науковиця бере активну участь в кафедральних та міжкафедральних наукових семінарах. У 2019 році в якості керівника проекту підготувала заявку на Конкурс спільних Українсько-польський науково-дослідних проєктів на 2020—2021 роки, який був оголошений Міністерством освіти і науки України та Міністерством науки та вищої освіти Республіки Польща. |

## Нагороди та наукові визнання
- У 2016 та 2017 роках — Федушко С. С. переможець конкурсу «Найкращий молодий науковець року» (за результатами 2015 року) та «Найкращий молодий науковець року» (за результатами 2016 року) навчально-наукового Інституту гуманітарних та соціальних наук Львівської політехніки.
- У 2017 році Федушко С. С. — лауреат обласної премії молодим ученим і дослідникам за наукові досягнення, які сприяють соціально-економічним перетворенням у регіоні й утверджують високий авторитет науковців Львівщини в Україні та світі.
- У 2018 р. стала переможцем конкурсу «Премія Львівської міської ради талановитим ученим»[8] у рамках програми «Львів науковий»[9].
- Членство у Львівській Системі Дослідників (І-й рівень членства)[10], 2019.
- Грант Президента України для підтримки наукових досліджень молодих учених на 2019 рік[11][12][13][14].

## Громадська та суспільна діяльність
Федушко С. С. проводить активну науково-організаційну діяльність та активно бере участь у оновленні вебсайту Кафедри соціальних комунікацій та інформаційної діяльності. Також займається створенням позитивного інформаційного образу у віртуальних спільнотах Кафедри соціальних комунікацій та інформаційної діяльності та Інституту гуманітарних та соціальних наук. Забезпечує віртуальне представництво Львівської політехніки в найпопулярніших соціальних мережах, через які ведеться систематичне інформування користувачів Інтернету про діяльність університету.
Федушко С. С. адмініструє віртуальні спільноти, серед яких: Форум Рідного Міста, Соціальні комунікації в Інтернеті, Наші герої та Українська наукова інтернет-спільнота «Наука-онлайн».
Здійснює керівництво науковим кластером «IntelliGO» та студентського клубу «SKIDActive». Головний редактор кафедрального журналу «SKIDDigest» та проекту «SKID Projects».
З 2018 року Федушко С. С. постійно організовує семінари і лекції для студентів Львівської політехніки. Уже відбулись лекції розробників програмного забезпечення з США, лекції представників вітчизняних ЗВО, державних установ та представників ІТ-компаній. Федушко С. С. приділяє значну увагу комунікації з абітурієнтами, а також розвитку та навчанню студентів за межами робочого часу.
У номінації «Найкраща стаття» конкурсу «Жінки у STEM», який проводили Вікімедіа України та Фонд ООН в галузі народонаселення, журі відмітило Федушко Соломію, як авторку найбільш якісної — повної, верифікованої, цінної для Вікіпедії — статті про українську науковицю.